# Jan Ciświcki
Jan Ciświcki herbu Wieniawa (zm. przed 12 maja 1570 roku) – wojski kaliski w latach 1555–1568.
Poseł województw poznańskiego i kaliskiego na sejm 1553 roku, sejm piotrkowski 1562/1563 roku, poseł województwa poznańskiego na sejm 1566 roku, poseł województwa kaliskiego na sejm 1569 roku.